# União das Forças Democráticas para a Reunificação
A União das Forças Democráticas para a Reunificação (francês: Union des Forces Démocratiques pour le Rassemblement, UFDR) é um grupo rebelde que lutou contra o governo da República Centro-Africana durante a guerra civil de 2004–2007. Os dirigentes do país acusaram a milicia de ser apoiada pelo governo do Sudão.
O líder da UFDR, Michel Djotodia, acusou o presidente centro-africano François Bozizé de reprimir grupos étnicos desde que tomou o poder por meio de um golpe de Estado contra o antigo dirigente Ange-Félix Patassé, em março de 2003. "Muitas pessoas de outros grupos étnicos e de diferentes partidos políticos são repudiadas e proibidas de participar na gestão do país", afirmou.
Em 13 de abril de 2007, um acordo de paz entre o governo e a UFDR foi assinado em Birao. O acordo previa anistia para os rebeldes da UFDR, o seu reconhecimento como um partido político e uma eventual integração de seus combatentes no exército.